# Сан-Маркус (Риу-Гранди-ду-Сул)
Сан-Маркус (порт. São Marcos) — муниципалитет в Бразилии, входит в штат Риу-Гранди-ду-Сул. Составная часть мезорегиона Северо-восток штата Риу-Гранди-ду-Сул. Входит в экономико-статистический микрорегион Кашиас-ду-Сул. Население составляет 21 250 человек на 2006 год. Занимает площадь 263,72 км². Плотность населения — 82,9 чел./км².

## История
Город основан 10 сентября 1963 года.

## Статистика
- Валовой внутренний продукт на 2003 составляет 220.657.584,00 реалов (данные: Бразильский институт географии и статистики).
- Валовой внутренний продукт на душу населения на 2003 составляет 10.924,18 реалов (данные: Бразильский институт географии и статистики).
- Индекс развития человеческого потенциала на 2000 составляет 0,843 (данные: Программа развития ООН).